# Storskog
Storskog es una localidad fronteriza situada en el municipio de Sør-Varanger, provincia de Finnmark, en Noruega. Se encuentra dentro del círculo polar ártico, al sureste de Kirkenes, el mayor núcleo urbano del municipio.

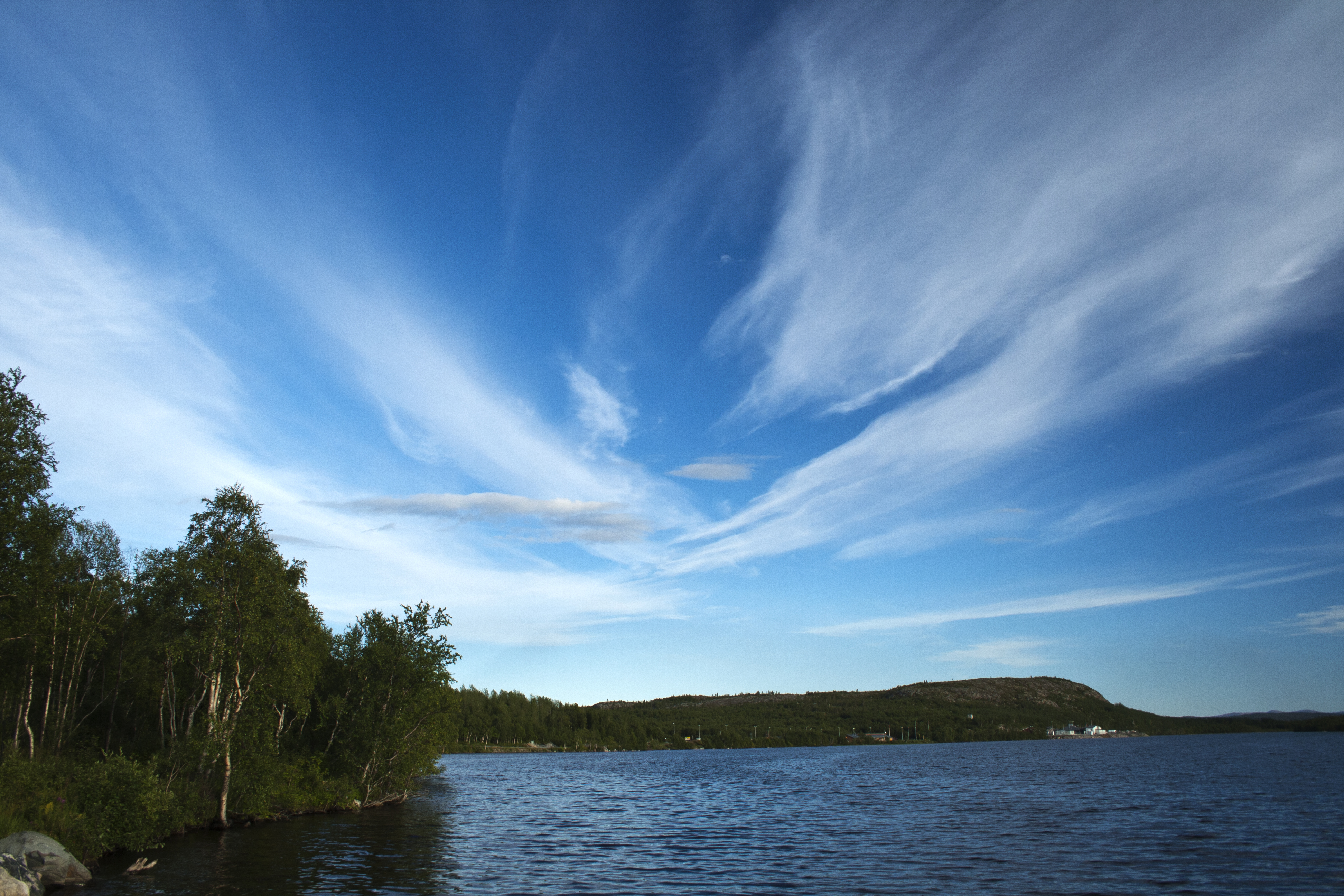
Lago Pikevann. Se distinguen, al fondo de la imagen, las instalaciones fronterizas.

El único paso de frontera terrestre entre Noruega y Rusia se encuentra en esta localidad.  Del otro lado de la frontera, en Rusia, el puesto de control se ubica cerca del pequeño poblado de Boris Gleb, en el Óblast de Múrmansk. Desde el año 2000, se registran constantes aumentos en el tránsito de vehículos y personas que cruzan la frontera. En 2011 fueron más de 200.000 personas. Por este motivo, las autoridades de Noruega y Rusia realizaron obras de ampliación en la aduana. El paso fronterizo está abierto entre las 07:00 AM y las 09:00 PM, hora local de Noruega.